# أقا بيل سفلي
أقا بيل سفلي (بالفارسية: اقابیل سفلی) هي مستوطنة تقع في قسم بالابند الريفي (مقاطعة فريمان) في إيران. يقدر عدد سكانها بـ 38 نسمة بحسب إحصاء 2016.